# Гадсден (Аризона)
Гадсден (енгл. Gadsden) насељено је место без административног статуса у америчкој савезној држави Аризона.

## Демографија
По попису из 2010. године број становника је 678, што је 275 (-28,9%) становника мање него 2000. године.
| Група             | 2000.       | 2010.       |
| Белци             | 31 (3,3%)   | 18 (2,7%)   |
| Афроамериканци    | 0 (0,0%)    | 3 (0,4%)    |
| Азијати           | 3 (0,3%)    | 1 (0,1%)    |
| Хиспаноамериканци | 894 (93,8%) | 658 (97,1%) |
| Укупно            | 953         | 678         |